# Thomas Murton
Thomas Murton (Pasadena, California, Estados Unidos; 7 de octubre de 1928 - Oklahoma City, Oklahoma, Estados Unidos; 10 de octubre de 1990), también conocido como Tom Murton, fue un penólogo estadounidense. 
Como denunciante de los abusos en las cárceles, Murton sirvió de modelo para la película Brubaker.

## Estudios
Thomas Murton estudió al principio cría de animales en la Universidad Estatal de Oklahoma, donde recibió su primer título de grado en 1950. Obtuvo otro diploma en matemáticas en Fairbanks en 1957/58; sus estudios fueron apoyados por el G. I. Bill, ya que sirvió en el ejército. En 1964, Murton se matriculó en la Universidad de California en Berkeley, donde recibió una maestría en criminología en 1966. Después de su despido del servicio estatal de Arkansas en 1968, Murton obtuvo un doctorado en criminología en Berkeley.

## Carrera
Durante varios años, de 1960 a 1964, Thomas Murton fue oficial de libertad condicional y supervisor de la cárcel estatal en Ketchikan, Alaska, después de que Alaska fuese declarada estado en 1959. Fue reconocido por ser muy capaz en esas funciones. Más tarde, en 1964, Murton fue despedido por el gobernador Egan por haber hecho declaraciones ante la legislatura sin su consentimiento.
En 1968, Thomas Murton estaba enseñando en la Universidad del Sur de Illinois cuando el gobernador republicano de Arkansas, Winthrop Rockefeller, lo contrató para reformar el sistema penitenciario del estado. Como director de la  Tucker State Prison Farm (en español: Granja Penitenciaria Estatal Tucker) y de la Cummins State Prison Farm (en español: Granja Penitenciaria Estatal Cummins), Murton tuvo que ver como la violación, la tortura y la corrupción eran parte de la vida carcelaria cotidiana de esos lugares.
Cuando finalmente encontró una fosa común en la Tucker State Prison Farm que contenía más de 200 prisioneros que habían sido asesinados por guardias y otros reclusos durante las últimas décadas, Murton fue destituido de su cargo. Se vio obligado a abandonar el estado de Arkansas, porque, de lo contrario, hubiese temido a tener que enfrentarse a cargos de robo de tumbas, que entonces conllevaban una pena de prisión de 21 años. Dos años después del despido de Murton, hubo un motín en la prisión y una comisión de derechos humanos intervino en favor de los prisioneros. El gobernador Rockefeller no fue reelegido.
Con la ayuda de Joe Hyams, Murton escribió el libro Accomplices to the Crime: The Arkansas Prison Scandal (en español: Cómplices del crimen: el escándalo de la prisión de Arkansas), que relata sus experiencias mientras se desempeñaba como director de prisión. Posteriormente, Murton ya no encontró trabajo en el sector penitenciario. De 1971 a 1979 Murton regresó a la educación superior y enseñó en la Universidad de Minnesota. En 1980, dejó el campus y se retiró a la granja de su madre en Deer Creek. Allí murió de cáncer diez años más tarde en el Centro Médico de Asuntos de Veteranos en la ciudad de Oklahoma. Tenía 62 años.
En 1982, Murton escribió su segundo libro sobre la reforma penitenciaria. Se titula The Dilemma of Prison Reform (en español: El dilema de la reforma penitenciaria).

## Película
Murton se hizo conocido por la película Brubaker (1980), en la que trabajó junto al director Stuart Rosenberg. El papel de director de prisión lo desempeñó Robert Redford.